# Volkan Glatt
Volkan Glatt (* 3. März 1982 in Heidelberg) ist ein ehemaliger deutsch-türkischer Fußballspieler, der seine Laufbahn beim MSV Duisburg begann und anschließend langjährig in der Türkei spielte. Ab 2011 stand er bei verschiedenen Amateurklubs in Deutschland unter Vertrag.

## Karriere

### Verein
Glatt begann das Fußballspielen beim FC Victoria Bammental in der Nähe von Heidelberg und spielte anschließend in der Jugend des Karlsruher SC sowie beim SV Waldhof Mannheim, ehe ihm 2000 die Aufnahme in die zweite Mannschaft des MSV Duisburg gelang. Mit dieser trat der Stürmer in der viertklassigen Oberliga Nordrhein an und konnte sich als Stammspieler etablieren. Während der Spielzeit 2001/02 konnte er durch 13 Torerfolge auf sich aufmerksam machen, was ihn in den Fokus der Profimannschaft brachte. Am 28. April 2002 erreichte er bei einer 1:4-Niederlage gegen Hannover 96 sein Debüt in der 2. Bundesliga, wobei er über 90 Minuten aufgeboten wurde. Dies blieb zugleich sein einziger Einsatz im deutschen Profifußball.
Im Sommer 2002 verließ er Duisburg und nahm ein Vertragsangebot des türkischen Erstligisten Galatasaray Istanbul wahr. Bei Galatasaray gehörte er allerdings nicht der ersten Mannschaft an und wurde zu Beginn der Saison 2003/04 an den Erstligaaufsteiger Çaykur Rizespor verliehen. Bei diesem konnte er zwei Begegnungen in der höchsten Spielklasse des Landes absolvieren, sich aber darüber hinaus nicht etablieren und wurde in der Winterpause 2003/04 an den Zweitligisten Istanbul Büyükşehir Belediyespor abgegeben. Dort kam er nachfolgend zu regelmäßigen Berücksichtigungen. Während der Spielzeit 2005/06 spielte er dagegen kaum noch eine Rolle und wurde daher an den Ligarivalen Akçaabat Sebatspor verliehen. Nach einem letzten Jahr bei Istanbul BB ging er 2007 zum in die zweite Liga aufgestiegenen Kartalspor. Bei diesem stand er häufig auf dem Feld, doch bereits in der Spielzeit 2008/09 folgte mit seiner Vertragsunterzeichnung bei Adanaspor der nächste Wechsel. Glatt konnte sich dort nicht durchsetzen und trug anschließend das Trikot des Drittligisten İskenderun Demir Çelikspor, bei dem er bis 2011 unter Vertrag stand. Insgesamt war er in der Türkei auf zwei Erstligapartien ohne eigenen Torerfolg sowie 111 Zweitligaspielen mit 18 Treffern gekommen.
2011 kehrte er in seine Heimatregion im Südwesten Deutschlands zurück und schloss sich dem Traditionsverein VfR Mannheim an. Mit diesem spielte er in der Oberliga, bevor er im Sommer 2012 mit seinem Wechsel zum Landesligisten Olympia Kirrlach in den unterklassigen Amateurfußball eintrat. Nach einer Zwischenstation beim SC Walldorf wurde er im Dezember 2013 von seinem Jugendverein FC Victoria Bammental zurückgeholt. Mit 47 Treffern in der Spielzeit 2014/15 wurde er mit klarem Vorsprung Torschützenkönig der Kreisliga Heidelberg und führte sein Team zudem zur Meisterschaft. Im Dezember 2015 übernahm er das Amt des Cheftrainers beim FC Victoria Bammental und fungiert seither zusammen mit Alexander Welz als Spielertrainer.

### Nationalmannschaft
Der Spieler, der prinzipiell auch für Deutschland hätte auflaufen können, entschied sich im Juniorenbereich für eine Laufbahn in den Nachwuchsmannschaften der Türkei. Am 2. April 1998 stand er bei einem 3:0-Sieg über Aserbaidschan erstmals für die U-15-Mannschaft auf dem Platz. In der nachfolgenden Zeit wurde er regelmäßig in verschiedenen Altersstufen berücksichtigt, zuletzt in der U-18. Für die türkische U-20-Auswahl konnte er im Mai 2001 einen weiteren Einsatz bestreiten, der zugleich sein letzter im Nationaltrikot blieb. Insgesamt hatte er bis dahin bei über 30 Junioren-Länderspielen mitgewirkt, der Sprung in die A-Nationalelf blieb ihm jedoch verwehrt.